# Šumeča tableta
Šumeča tableta (tudi šumenka) je farmacevtska oblika, ki se v vodi raztopi ob sproščanju ogljikovega dioksida. Ne uporablja se zgolj za vgrajevanje učinkovin, pač pa tudi v živilski industriji za različne prehrambene dodatke.

## Učinkovine
Med učinkovinami vgrajujejo v šumeče tablete zlasti antipiretike (protibolečinske učinkovine) in antitusike (zdravila proti kašlju). Od prehrambenih dodatkov najdemo v šumečih tabletah predvsem vitamine in rudnine (minerale). 

## Prednosti
Ker je potrebno šumečo tableto pred zaužitjem raztopiti v vodi, je to zagotovilo, da bo bolnik ob jemanju zdravila popil tudi dovolj tekočine. Ker je učinkovina pri zaužitju že raztopljena, se v prebavilih hitreje absorbira in učinkuje.
Zdravila, vgrajena v šumeče tablete, želodec tudi bolje prenaša, ker so raztopljena v vodi.

## Slabosti
Številne učinkovine in tudi vitamini niso vodotopni. V šumeče tablete ne smemo vgraditi tudi tistih učinkovin, ki v vodnem okolju niso obstojne. 
Z ozirom na običajno sestavo šumenke vsebujejo relativno veliko količino natrija, ki lahko povzroči težave pri ledvičnih bolnikih in bolnikih s povišanim krvnim tlakom.

## Šumenje
V vodi se sproži šumenje zaradi izhajanja CO2, kar je posledica kemijske reakcije. Navadno sta v šumečih tabletah prisotna natrijev ali kalijev karbonati ter ustrezna kislina (zlasti citronska, vinska ali jabolčna). V vodi karbonat in kislina reagirata, pri tem se sprosti CO2. 
Reakcija med natrijevim karbonatom in citronsko kislino v vodi:
NaHCO3 + C6H8O7 → NaC6H7O7+ H2O + CO2
Le manjši del CO2 reagira z vodo do neobstojne ogljikove kisline:
H2O + CO2 ↔ HCO3- + H+